# جان نوح
جان نوح (انگلیسی: John Noah; ۲۱ نوامبر ۱۹۲۷ – ۳ سپتامبر ۲۰۱۵) بازیکن هاکی روی یخ اهل ایالات متحده آمریکا بود.